# Plaidt
Plaidt là một đô thị ở huyện Mayen-Koblenz bang Rheinland-Pfalz, phía tây nước Đức. Đô thị Plaidt có diện tích 9,39 km².